# Pittosporum
Pittosporum är ett släkte av tvåhjärtbladiga växter. Pittosporum ingår i familjen Pittosporaceae.

## Bildgalleri

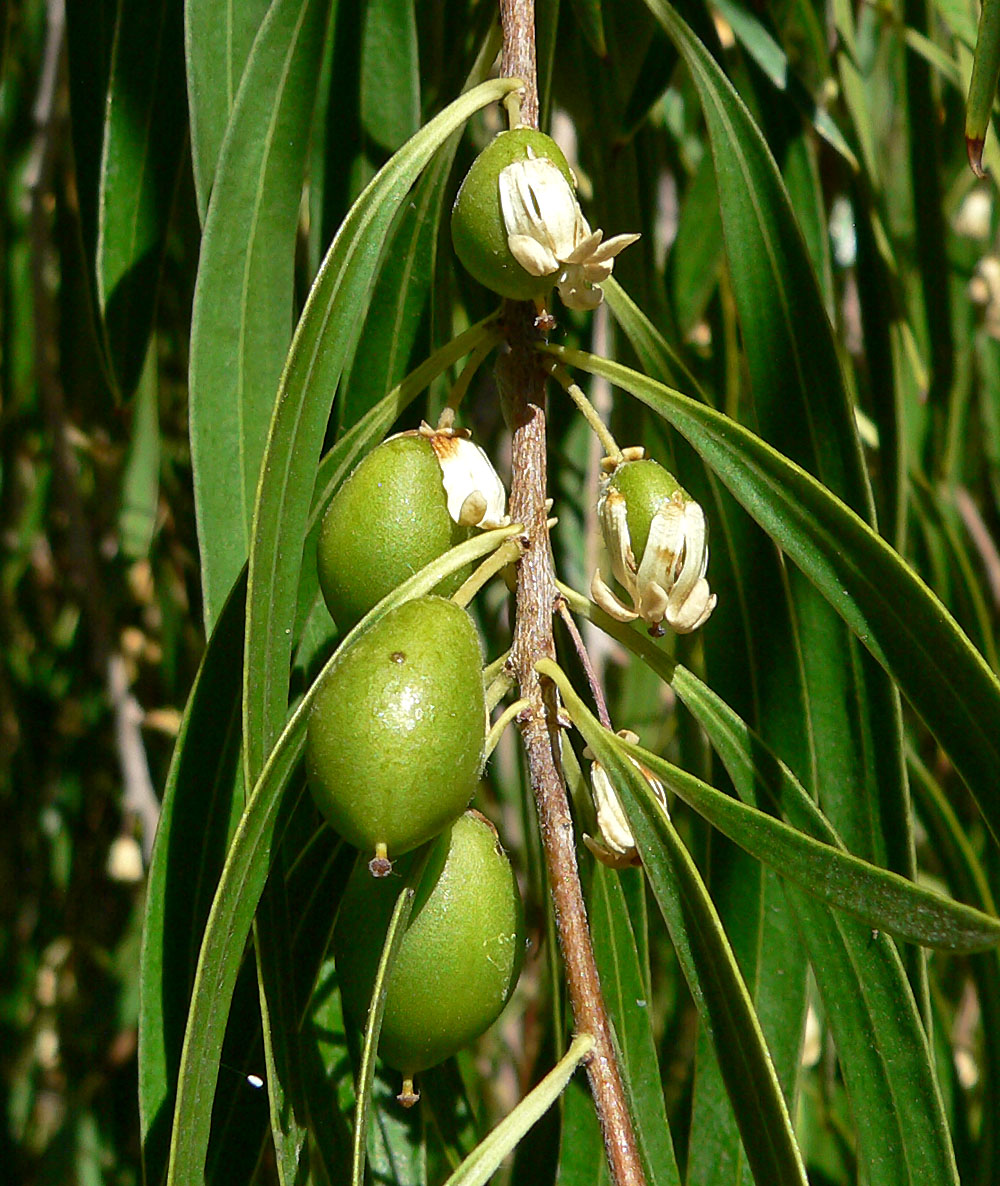
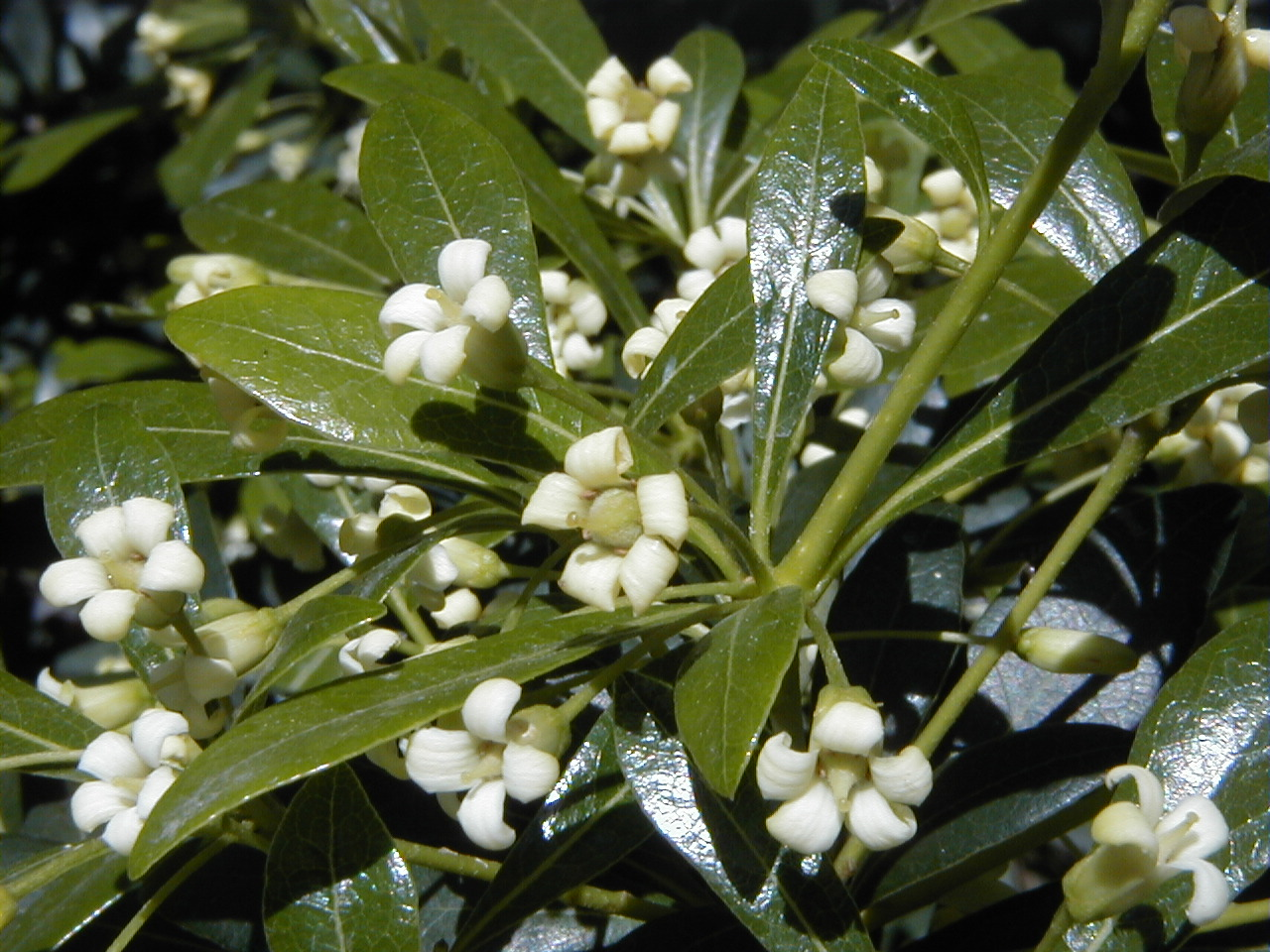
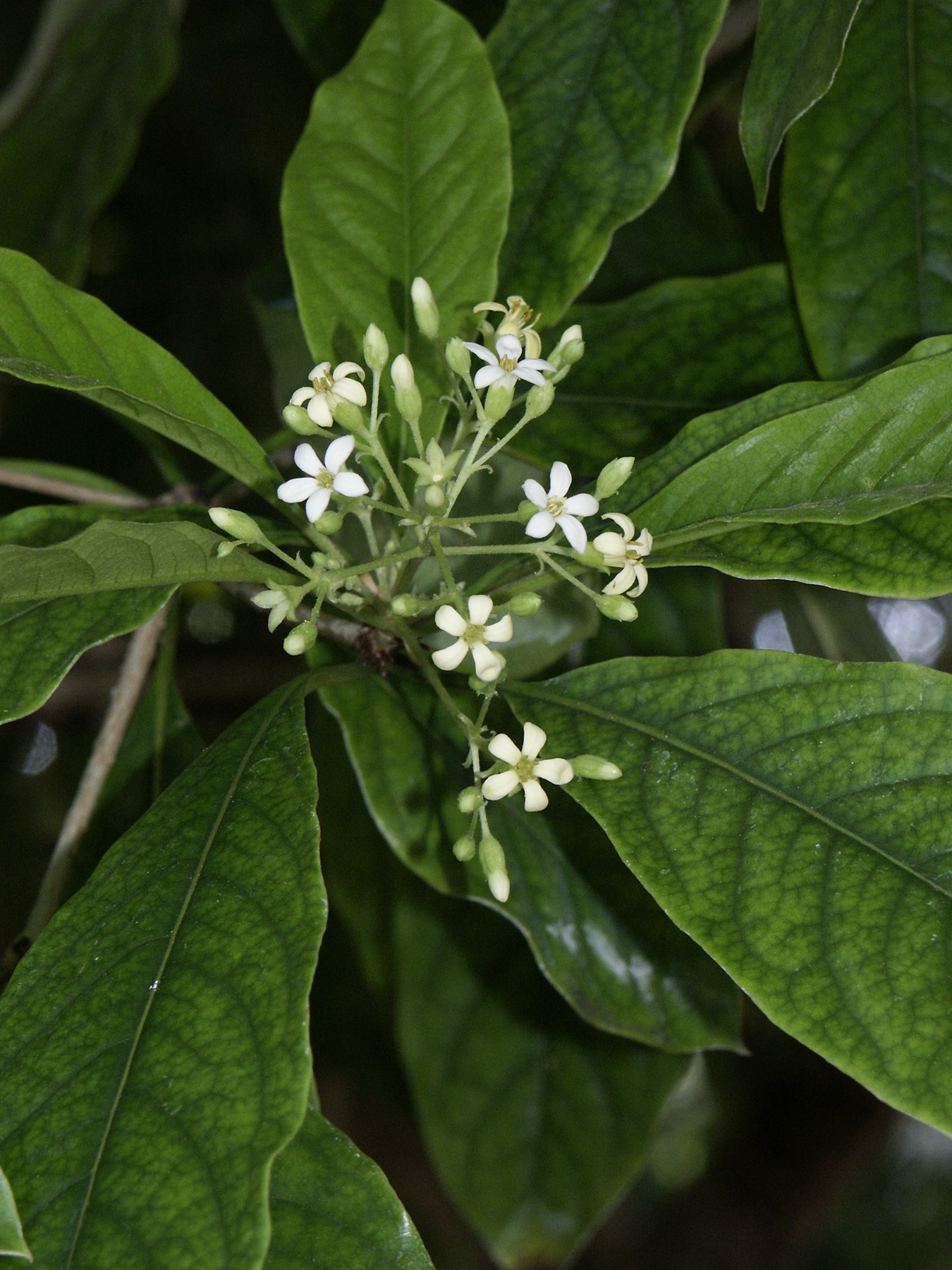
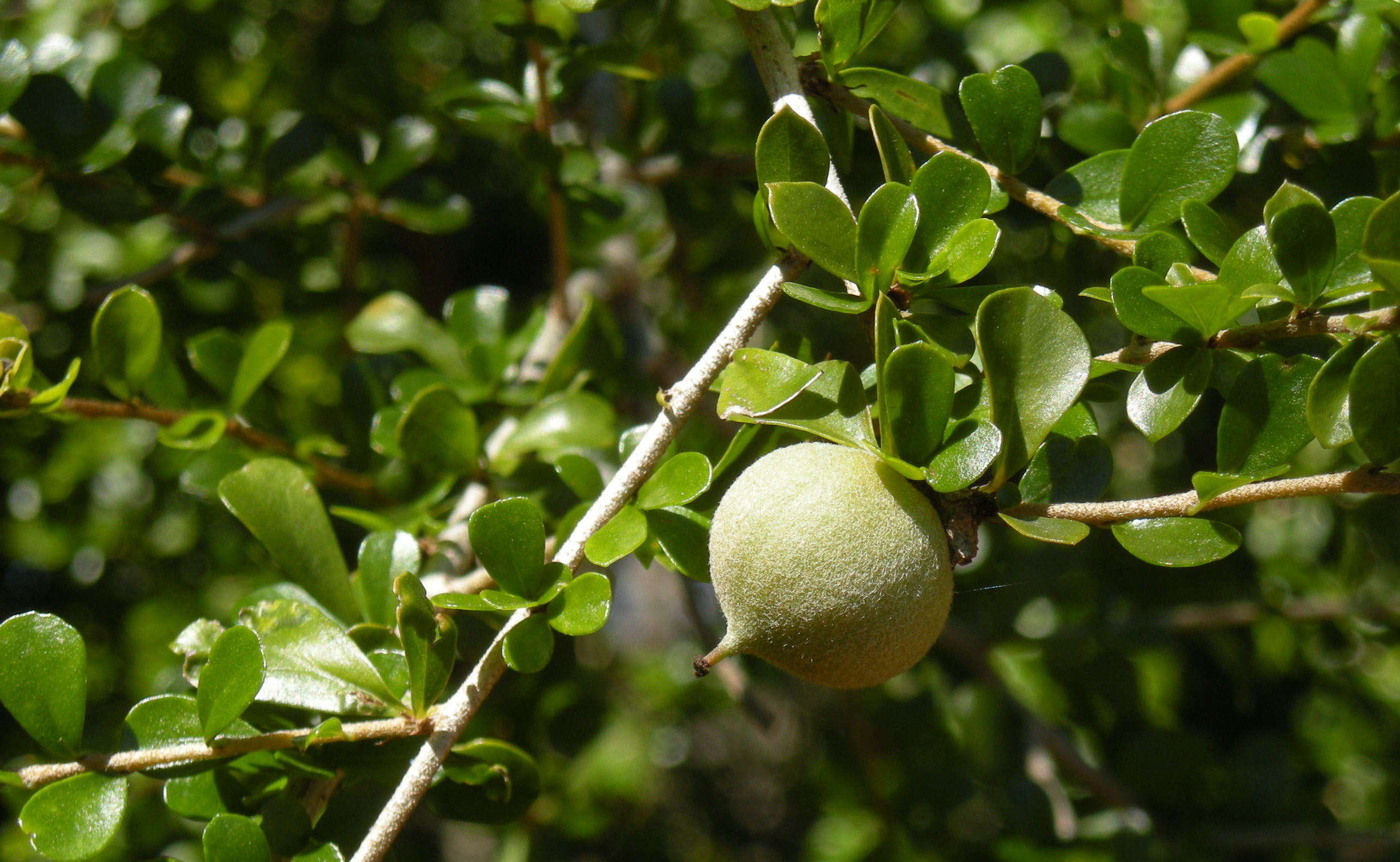
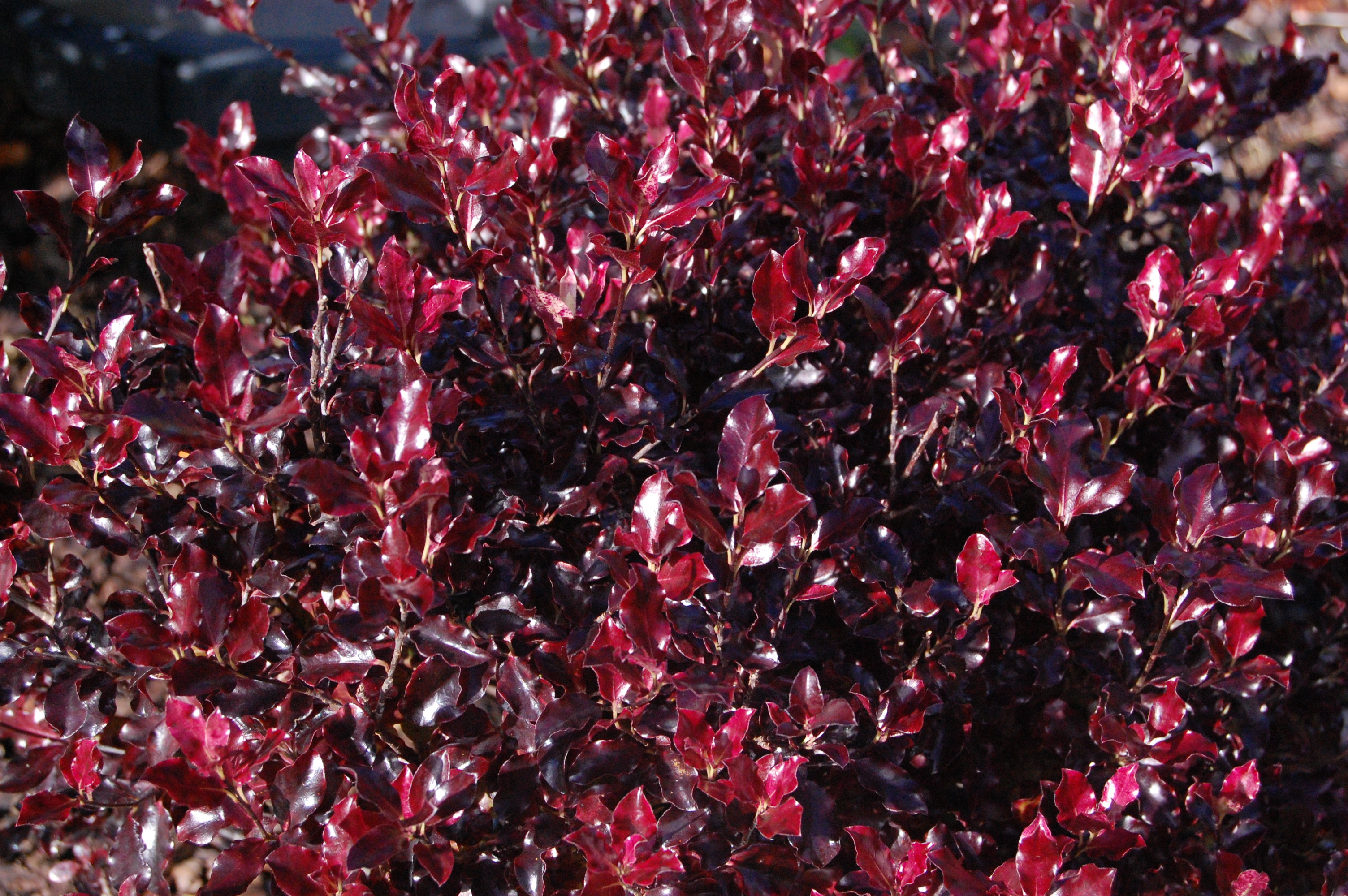
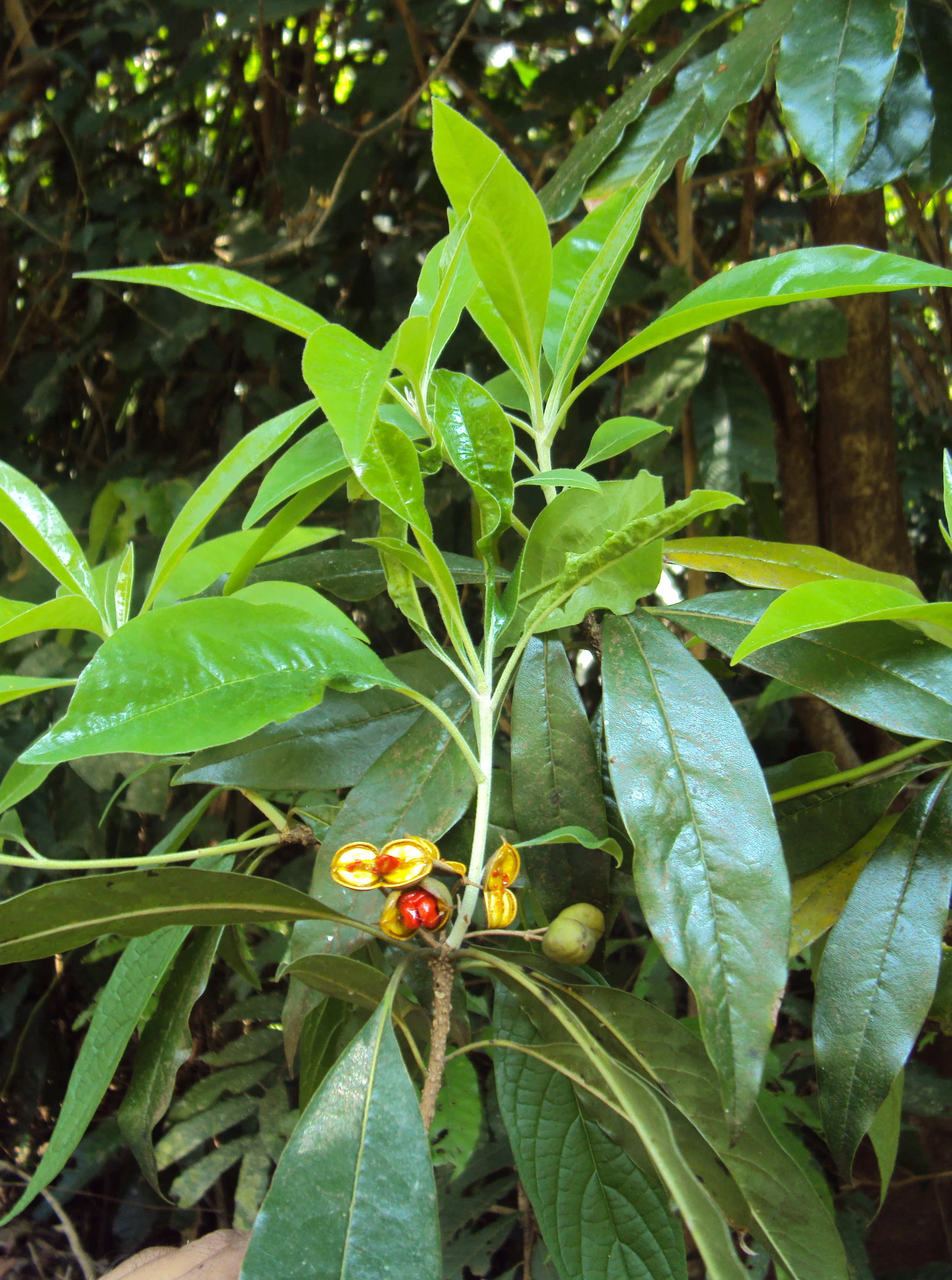

## Dottertaxa tillPittosporum, i alfabetisk ordning[1]
- Pittosporum abyssinicum
- Pittosporum aliferum
- Pittosporum ambrense
- Pittosporum anamallayense
- Pittosporum aneityense
- Pittosporum anggiense
- Pittosporum angustilimbum
- Pittosporum anomalum
- Pittosporum arborescens
- Pittosporum argentifolium
- Pittosporum artense
- Pittosporum balansae
- Pittosporum balfourii
- Pittosporum baudouinii
- Pittosporum berberidoides
- Pittosporum bernardii
- Pittosporum bicolor
- Pittosporum boninense
- Pittosporum bouletii
- Pittosporum brackenridgei
- Pittosporum bracteolatum
- Pittosporum brevicalyx
- Pittosporum brevispinum
- Pittosporum buchananii
- Pittosporum bullato-ferrugineum
- Pittosporum cacondense
- Pittosporum campbellii
- Pittosporum ceylanicum
- Pittosporum cherrieri
- Pittosporum coccineum
- Pittosporum colensoi
- Pittosporum collinum
- Pittosporum confertiflorum
- Pittosporum coriaceum
- Pittosporum cornifolium
- Pittosporum crassicaule
- Pittosporum crassifolium
- Pittosporum cravenianum
- Pittosporum crispulum
- Pittosporum croceum
- Pittosporum dallii
- Pittosporum daphniphylloides
- Pittosporum dasycaulon
- Pittosporum deplanchei
- Pittosporum divaricatum
- Pittosporum dzumacense
- Pittosporum echinatum
- Pittosporum elevaticostatum
- Pittosporum ellipticum
- Pittosporum eriocarpum
- Pittosporum erioloma
- Pittosporum eugenioides
- Pittosporum fairchildii
- Pittosporum fasciculatum
- Pittosporum ferrugineum
- Pittosporum flocculosum
- Pittosporum fulvipilosum
- Pittosporum gagnepainianum
- Pittosporum gatopense
- Pittosporum gayanum
- Pittosporum glabratum
- Pittosporum glabrum
- Pittosporum goetzei
- Pittosporum gracile
- Pittosporum halophilum
- Pittosporum hawaiiense
- Pittosporum heckelii
- Pittosporum hematomallum
- Pittosporum henryi
- Pittosporum heterophyllum
- Pittosporum hosmeri
- Pittosporum humbertii
- Pittosporum humile
- Pittosporum huttonianum
- Pittosporum illicioides
- Pittosporum inopinatum
- Pittosporum intermedium
- Pittosporum johnstonianum
- Pittosporum kaalense
- Pittosporum kauaiense
- Pittosporum kerrii
- Pittosporum kirkii
- Pittosporum koghiense
- Pittosporum kunmingense
- Pittosporum kwangsiense
- Pittosporum kweichowense
- Pittosporum lancifolium
- Pittosporum lanipetalum
- Pittosporum lenticellatum
- Pittosporum leptosepalum
- Pittosporum leratii
- Pittosporum leroyanum
- Pittosporum letocartiorum
- Pittosporum lineare
- Pittosporum linearifolium
- Pittosporum longisepalum
- Pittosporum loniceroides
- Pittosporum luteum
- Pittosporum mackeei
- Pittosporum macrosepalum
- Pittosporum maireaui
- Pittosporum malaxanii
- Pittosporum merrillianum
- Pittosporum michiei
- Pittosporum mildbraedii
- Pittosporum moluccanum
- Pittosporum morierei
- Pittosporum multiflorum
- Pittosporum muricatum
- Pittosporum napaliense
- Pittosporum napaulense
- Pittosporum naruaiao
- Pittosporum neelgherrense
- Pittosporum nubicola
- Pittosporum obcordatum
- Pittosporum oblongilimbum
- Pittosporum obovatum
- Pittosporum ochrosiifolium
- Pittosporum oligodontum
- Pittosporum oligophlebium
- Pittosporum omeiense
- Pittosporum oreillyanum
- Pittosporum oreophilum
- Pittosporum ornatum
- Pittosporum orohenense
- Pittosporum oubatchense
- Pittosporum pachyphyllum
- Pittosporum pancheri
- Pittosporum paniculatum
- Pittosporum paniculiferum
- Pittosporum paniense
- Pittosporum papuanum
- Pittosporum parvicapsulare
- Pittosporum parvifolium
- Pittosporum parvilimbum
- Pittosporum patulum
- Pittosporum pauciflorum
- Pittosporum pentandrum
- Pittosporum perahuense
- Pittosporum perglabratum
- Pittosporum perryanum
- Pittosporum phillyraeoides
- Pittosporum pickeringii
- Pittosporum pimeleoides
- Pittosporum planilobum
- Pittosporum podocarpum
- Pittosporum polyspermum
- Pittosporum poueboense
- Pittosporum poumense
- Pittosporum praedictum
- Pittosporum pronyense
- Pittosporum pulchrum
- Pittosporum pullifolium
- Pittosporum pumilum
- Pittosporum purpureum
- Pittosporum qinlingense
- Pittosporum raivavaeense
- Pittosporum ralphii
- Pittosporum ramiflorum
- Pittosporum ramosii
- Pittosporum rapense
- Pittosporum reflexisepalum
- Pittosporum rehderianum
- Pittosporum resiniferum
- Pittosporum reticosum
- Pittosporum revolutum
- Pittosporum rhytidocarpum
- Pittosporum rigidum
- Pittosporum rubiginosum
- Pittosporum salicifolium
- Pittosporum samoense
- Pittosporum saxicola
- Pittosporum scythophyllum
- Pittosporum senacia
- Pittosporum serpentinum
- Pittosporum sessilifolium
- Pittosporum silamense
- Pittosporum simsonii
- Pittosporum sinuatum
- Pittosporum spinescens
- Pittosporum spissescens
- Pittosporum suatinum
- Pittosporum subulisepalum
- Pittosporum sylvaticum
- Pittosporum taitense
- Pittosporum takauele
- Pittosporum tanianum
- Pittosporum tenuifolium
- Pittosporum tenuivalvatum
- Pittosporum tenuivalve
- Pittosporum terminalioides
- Pittosporum tetraspermum
- Pittosporum tobira
- Pittosporum tonkinense
- Pittosporum trigonocarpum
- Pittosporum trilobum
- Pittosporum truncatum
- Pittosporum tubiflorum
- Pittosporum turneri
- Pittosporum umbellatum
- Pittosporum undulatifolium
- Pittosporum undulatum
- Pittosporum venulosum
- Pittosporum verrucosum
- Pittosporum verticillatum
- Pittosporum viburnifolium
- Pittosporum wightii
- Pittosporum virgatum
- Pittosporum viridiflorum
- Pittosporum viridulum
- Pittosporum viscidum
- Pittosporum xanthanthum
- Pittosporum xenicum
- Pittosporum xylocarpum
- Pittosporum yunckeri